# B-25 (航空機)
B-25 / PBJ ミッチェル
飛行するB-25C-NC 41-12823号機
(1942年10月撮影)
- 用途：爆撃機、哨戒機
- 分類：爆撃機
- 設計者：ジョン・リーランド・アトウッド
- 製造者：ノースアメリカン・エイヴィエーション社
- 運用者

  -  アメリカ合衆国
    -  アメリカ陸軍航空隊
    -  アメリカ海軍

  -  イギリス空軍 ほか
- 初飛行：1940年8月19日
- 生産数：9,816機[1]
- 運用開始：1941年
- 退役：1979年（インドネシア）
- 運用状況：退役
- 派生型：XB-28爆撃機、F-10偵察機、AT-24練習機

ノース・アメリカン B-25 ミッチェル（North American B-25 Mitchell ）は、アメリカ合衆国のノースアメリカン社が開発し、アメリカ陸軍航空軍や海軍で運用された爆撃機。第二次世界大戦において各戦場で運用された。
愛称はミッチェル（Mitchell、由来は後述）。海軍にはPBJ ミッチェル（North American PBJ Mitchell ）哨戒爆撃機として納入された。

## 概要
本機は第二次世界大戦中のあらゆる局面において用いられ、連合国に敵対するドイツと日本に対する攻撃に使用された。「ミッチェル」の愛称はアメリカ陸軍の将校ウィリアム・ミッチェル准将にちなむ。なお、アメリカの軍用機のうち、個人名が愛称として採用されたのはこのB-25「ミッチェル」のみである。派生型を含めた総生産数は約10,000機。
開発は1938年より開始された。初飛行は1939年1月29日。主翼は中翼配置であり、レシプロエンジンを2基装備している。尾翼は双垂直尾翼（twin tail）である。
B-25はアメリカ陸軍・海軍のほか、オーストラリア・イギリス（900機以上）・自由フランス・中華民国・中国人民解放軍・オランダ・ソ連によって多数運用された。武器貸与法に基づいてソ連に配備されたB-25は862機である。
インドネシア・ベネズエラ・チリ・ブラジルを含む国々は、最後のJ型を1960年代まで運航していた。
第二次世界大戦中の1942年4月18日に日本本土への爆撃（ドーリットル空襲）で使用された。また、1945年7月28日にはニューヨークのエンパイア・ステート・ビルディングへの衝突事故が発生している（1945年エンパイア・ステート・ビルディングB-25爆撃機衝突事故、死者14人）。

## 派生型

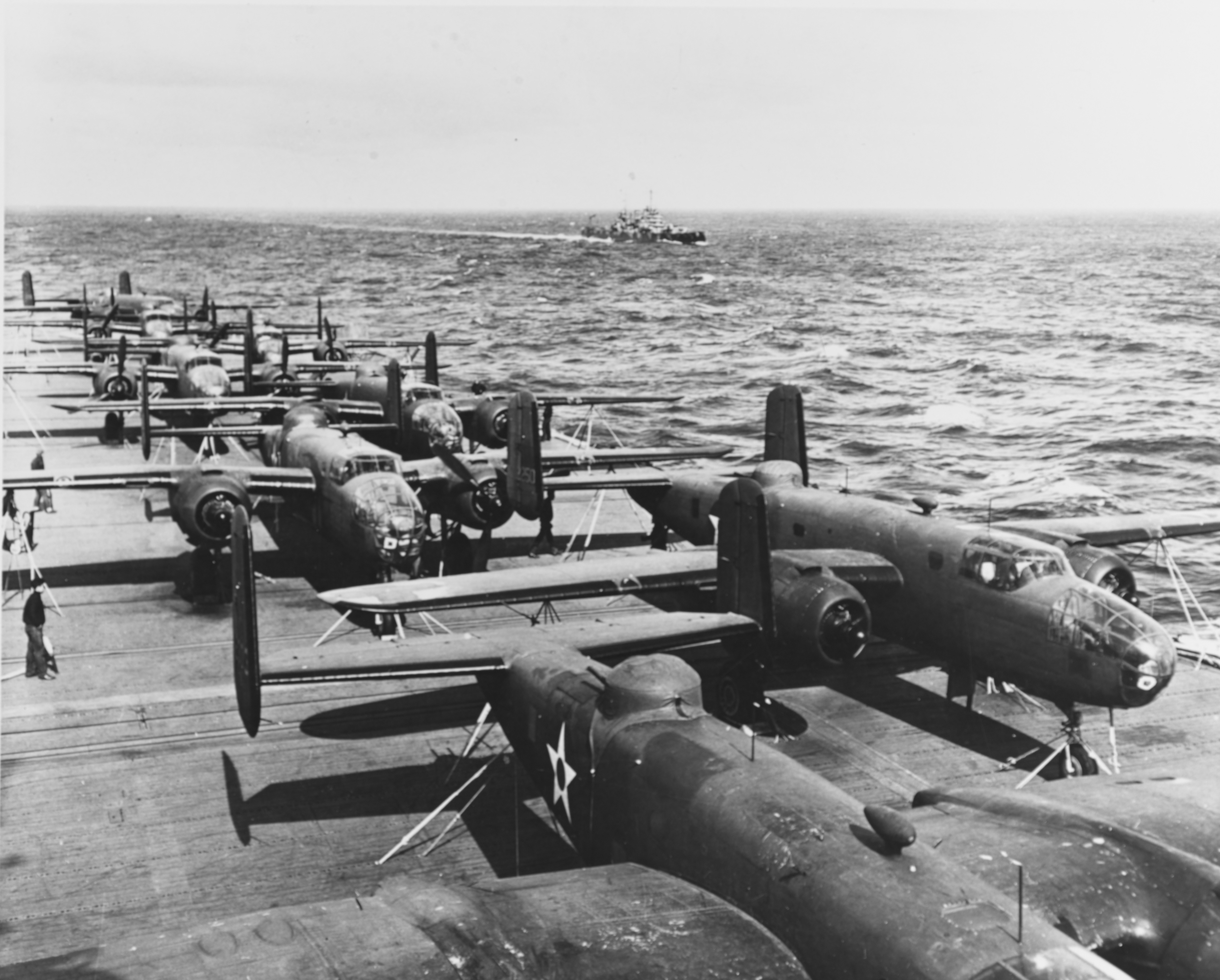
日本空襲に向かうB-25B

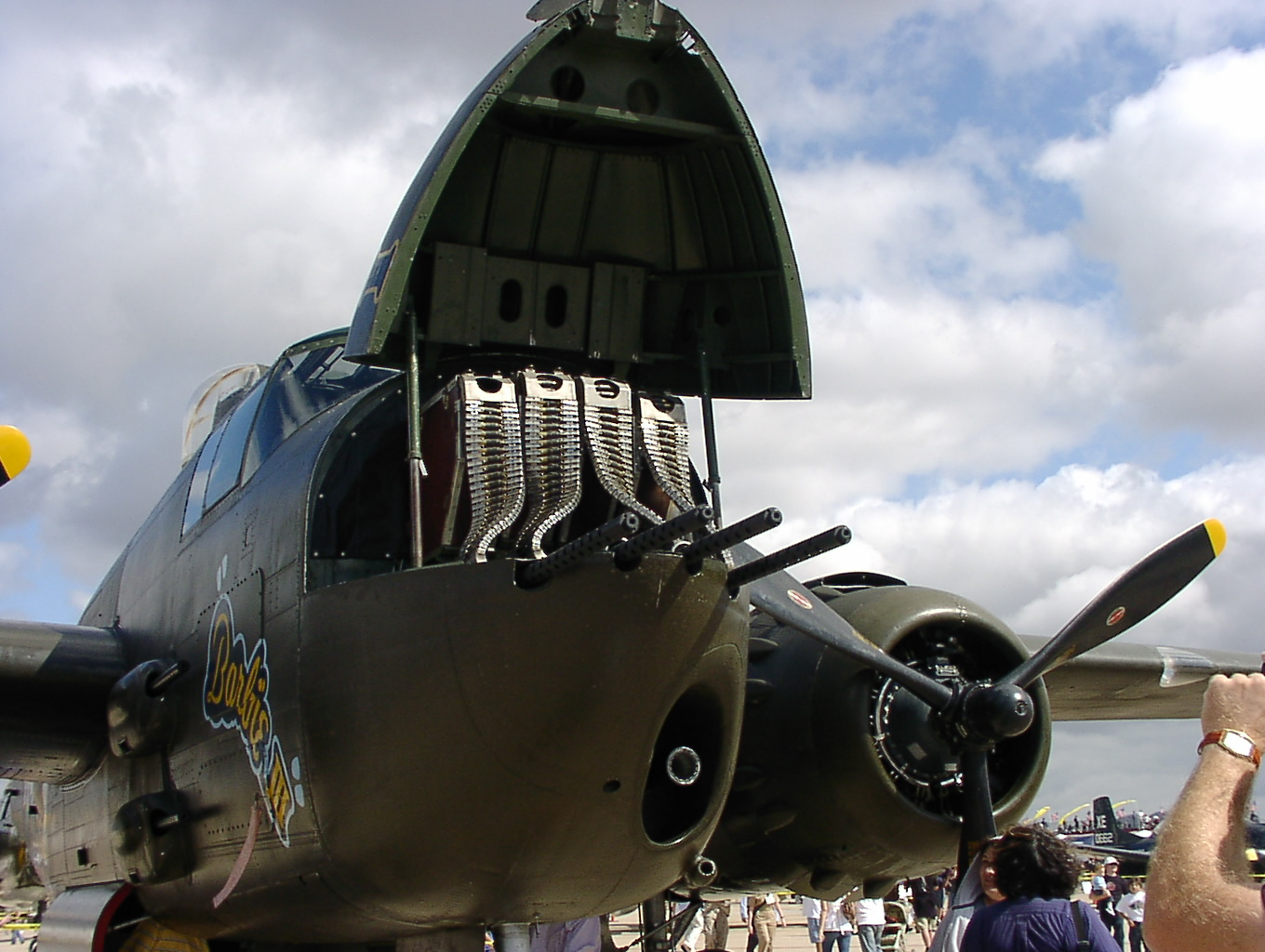
B-25Hの機首のクローズアップ。12.7mm機銃4丁と、75mm砲が望める

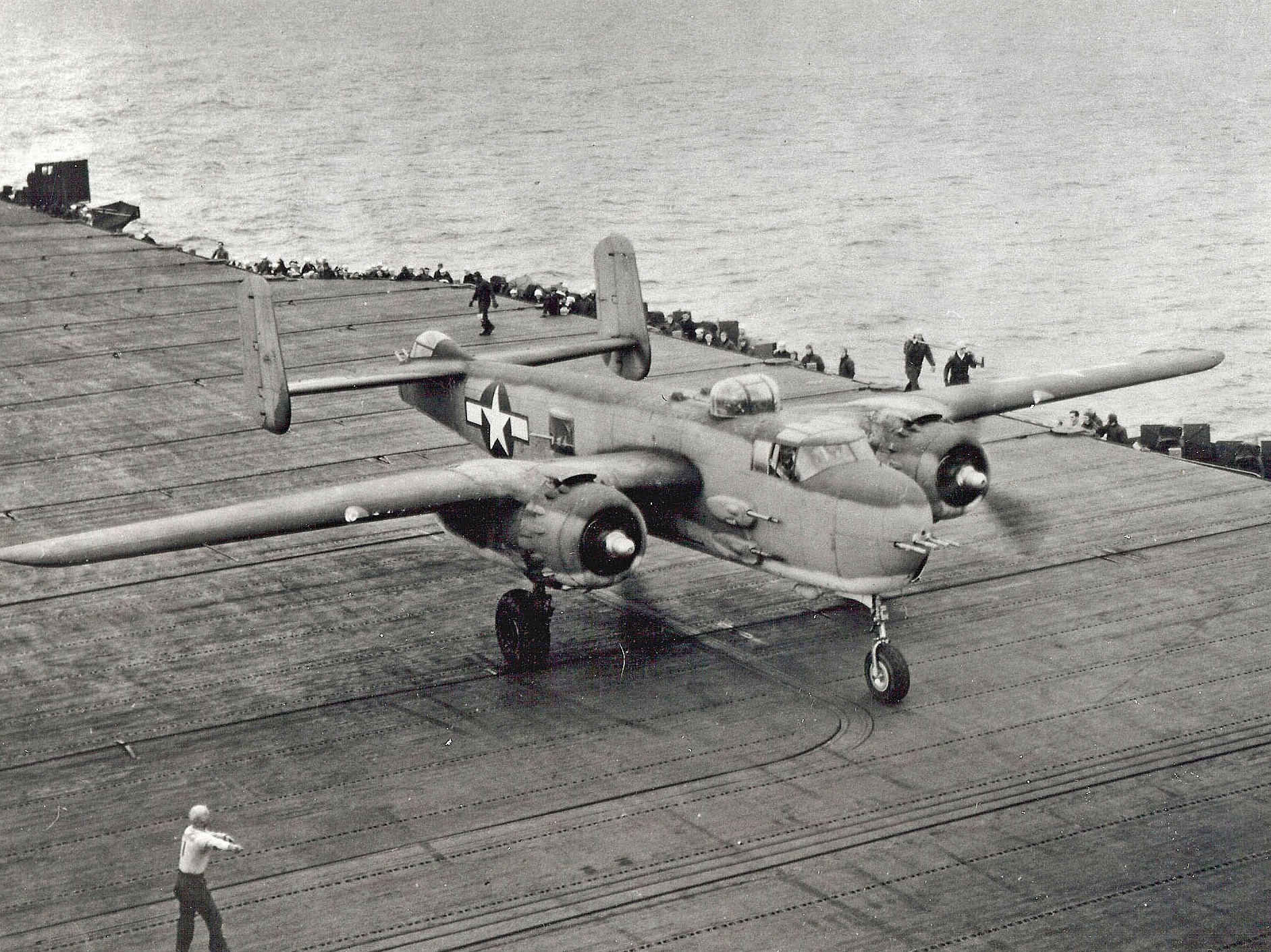
シャングリ・ラ艦上のPBJ-1H

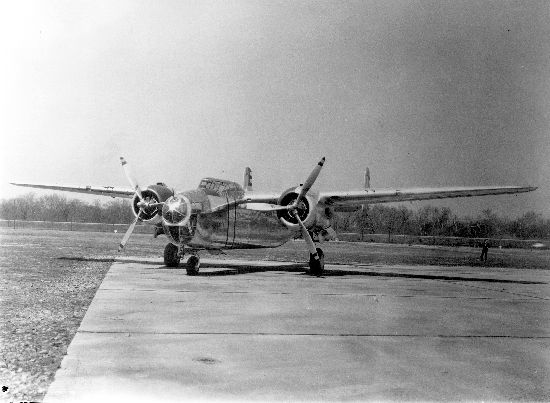
NA-40
1938年にUSAAFから出された双発爆撃機という要求により試作された機体。Pratt＆WhitneyのR-1830-56C3-Gを搭載した機体で1939年1月29日に飛行したが、出力及び飛行安定性が欠けていた。
NA-40B (NA-40-2)
NA-40のエンジンをWright R-2600-A71-3 (1,600Bhp)へと換装した機体。1939年3月1日に飛行、1940年4月11日に墜落し喪失。
B-25
R-2600-9 (1,700Bhp)エンジンを搭載したB-25の初期生産型。機首に7.62mm機関銃を3丁、機尾に12.7mm機関銃を1丁を装備し、3,600lbs (1,633kg)の爆弾を搭載可能だった。
B-25A
セルフシーリングタンク、搭乗員用の防弾板を採用した改良型。
B-25B
機尾等の一部有人の銃座を遠隔操作式に換装。イギリスにもMitchell Mk Iとして供与された。24機が日本空襲に向けた改修が施された（詳細はドーリットル空襲#米空母艦載機による空襲計画を参照）。
B-25C
B-25Bの改良型でエンジンをR-2600-13に換え、除氷・防氷機能も追加した。B-25C-1ブロックからは翼下に爆弾用、胴体下に魚雷搭載用ラックの装着が可能になるなどの改良がされた。
B-25D
B-25Cとほぼ同様の機体構成だがB-25Cはカリフォルニア州イングルウッド、B-25Dはカンザス州カンザスシティで製造されている。
F-10
B-25Dの写真偵察型。
AT-24
練習機に改造された機体。戦後の命名規則変更によりTB-25に改称。
XB-25E・XB-25F
XB-25Eはエンジン排気循環式、XB-25Fは電気コイル式の除氷・防氷機能試験機。
XB-25G
B-25Cに75mm M4を追加した対地攻撃機で、B-25Gの原型となった。機首のガラス窓が廃止されている。
B-25G
原型のXB-25Gより装甲及び搭載燃料が増加した75mm砲搭載型B-25の量産型。
B-25H
襲撃機。B-25Gの改良版。75mm砲×1 (弾数21発) + 12.7mm機関銃×14 (弾数計5,800発)と武装強化が行われている。
B-25J
B-25の最終生産型。12.7mm機関銃×12 (弾数計4,600発)、爆弾搭載4,000lbs (1,814kg)。
PBJ-1C
海軍・海兵隊用のB-25C。機上レーダーを装備しての対潜哨戒を主任務とした。
PBJ-1D
海軍・海兵隊用のB-25D。B-25H型と同様に機尾及び腹部ターレットに単装の12.7mm機関銃がある。機上レーダーを装備しての対潜哨戒を主任務とした。
PBJ-1G
海軍・海兵隊用のB-25G。試験飛行のみ。
PBJ-1H
海軍・海兵隊用のB-25H。1944年11月に改装した1機がUSS Shangri-Laにおいて発艦・着艦試験を行った。
PBJ-1J
海軍・海兵隊用のB-25J-NC (ブロック1～35)。海兵隊では対艦及び対潜水艦任務用に5インチロケットと機上レーダーを装備していたが、1945年からタイニー・ティムロケットへと変更されていった。

## 運用国
- オーストラリア
- ボリビア
- ブラジル
- カナダ
- 中華民国
- 中華人民共和国
- チリ

- コロンビア
- キューバ
- ドミニカ共和国
- フランス
- インドネシア
- メキシコ
- オランダ

- ペルー
- ポーランド
- ソビエト連邦
- イギリス
- アメリカ合衆国
- ウルグアイ
- ベネズエラ

## 諸元

| 機体名       | B-25J                                                                    |
| ------------ | ------------------------------------------------------------------------ |
| 乗員         | 6名 (操縦2名 航法/爆撃1名 回転銃座/機関1名 無線/側面銃座1名 尾部銃座1名) |
| 全長         | 53.5ft (16.31m)                                                          |
| 全幅         | 67.6ft (20.60m)                                                          |
| 全高         | 16.3ft (4.97m)                                                           |
| 翼面積       | 610ft2 (56.67m2)                                                         |
| 空虚重量     | 19,530lbs (8,859kg)                                                      |
| ミッション   | BOMBER 爆弾搭載量：4,000lbs (1,814kg)                                    |
| 総重量       | 離陸重量：35,000lbs (15,876kg) 戦闘重量：27,400lbs (12,428kg)            |
| 燃料         | 1,137gal (4,304ℓ)                                                        |
| エンジン     | Wright R-2600-13/-29 (1,700Bhp) ×2                                       |
| 最高速度     | 255kn/15,000ft (472km/h 高度4,572m)                                      |
| 上昇能力     | 1,890ft/m S.L. (9.60m/s 海面高度)                                        |
| 実用上昇限度 | 24,200ft (7,376m)                                                        |
| 航続距離     | 1,316n.mile (2,437km)                                                    |
| 武装         | AN/M2 12.7mm機関銃×12 (弾数計4,600発)                                    |

| 機体名       | PBJ-1H | PBJ-1H | PBJ-1H |
| ------------ | --- | --- | --- |
| 全長         | 51ft 7.5in (15.74m) | 51ft 7.5in (15.74m) | 51ft 7.5in (15.74m) |
| 全幅         | 67ft 8.625in (20.64m) | 67ft 8.625in (20.64m) | 67ft 8.625in (20.64m) |
| 全高         | 16ft 5in (5m) | 16ft 5in (5m) | 16ft 5in (5m) |
| 翼面積       | 610ft² (56.67m²) | 610ft² (56.67m²) | 610ft² (56.67m²) |
| プロペラ     | ブレード3枚 直径12ft 7in (3.84m) ×2 | ブレード3枚 直径12ft 7in (3.84m) ×2 | ブレード3枚 直径12ft 7in (3.84m) ×2 |
| エンジン     | Wright R-2600-13/-29 (1,700Bhp) ×2 | Wright R-2600-13/-29 (1,700Bhp) ×2 | Wright R-2600-13/-29 (1,700Bhp) ×2 |
| 空虚重量     | 20,216lbs (9,170kg) | 20,216lbs (9,170kg) | 20,216lbs (9,170kg) |
| ミッション   | PATROL | BOMBER(1) | BOMBER(2) |
| 戦闘重量     | 33,728lbs (15,299kg) | 34,990lbs (15,871kg) | 35,106lbs (15,924kg) |
| 搭載燃料     | 1,189gal (4,501ℓ) | 1,189gal (4,501ℓ) | 974gal (3,687ℓ) |
| 携行装備     | ― | 100lbs爆弾×12 | 500lbs爆弾×6 |
| 最高速度     | 275mph/12,700ft (443km/h 高度3,871m) | 270mph/14,400ft (435km/h 高度4,389m) | 270mph/14,400ft (435km/h 高度4,389m) |
| 上昇能力     | 1,170ft/m S.L. (5.94m/s 海面高度) | 860ft/m S.L. (4.37m/s 海面高度) | 850ft/m S.L. (4.32m/s 海面高度) |
| 実用上昇限度 | 20,600ft (6,279m) | 19,900ft (6,066m) | 19,800ft (6,035m) |
| 航続距離     | 2,030st.mile (3,267km) | 1,950st.mile (3,138km) | 1,560st.mile (2,511km) |
| 武装         | 75mm砲 M4×1 (弾数21発) + AN/M2 12.7mm機関銃×14 (弾数計5,800発)                                                                                | 75mm砲 M4×1 (弾数21発) + AN/M2 12.7mm機関銃×14 (弾数計5,800発)                                                                                | 75mm砲 M4×1 (弾数21発) + AN/M2 12.7mm機関銃×14 (弾数計5,800発)                                                                                |
| 外部兵装     | 2,000lbs爆弾×1・1,600lbs爆弾×2・650lbs爆弾×3・500lbs爆弾×6・250lbs爆弾×8・100lbs爆弾×24 G.B. 1,000lbs爆弾×3・A.P. 1,000lbs爆弾×4・Mk.13魚雷×1 | 2,000lbs爆弾×1・1,600lbs爆弾×2・650lbs爆弾×3・500lbs爆弾×6・250lbs爆弾×8・100lbs爆弾×24 G.B. 1,000lbs爆弾×3・A.P. 1,000lbs爆弾×4・Mk.13魚雷×1 | 2,000lbs爆弾×1・1,600lbs爆弾×2・650lbs爆弾×3・500lbs爆弾×6・250lbs爆弾×8・100lbs爆弾×24 G.B. 1,000lbs爆弾×3・A.P. 1,000lbs爆弾×4・Mk.13魚雷×1 |

## 現存する機体
- 型番の「NA」「NC」はそれぞれノースアメリカン社の本社工場とカンザス工場のこと。
- すべての機体を網羅しているわけではない。

| 型名                                                                          | 機体番号                                | 機体写真                                      | 所在地                                    | 所有者                                                                   | 公開状況 | 状態     | 備考 |
| ----------------------------------------------------------------------------- | --------------------------------------- | --------------------------------------------- | ----------------------------------------- | ------------------------------------------------------------------------ | -------- | -------- | --- |
| B-25-NA                                                                       | 40-2168 62-2837                         |                                               | アメリカ ニューヨーク州                   | アメリカ航空戦力博物館                                                   | 公開     | 飛行可能 | |
| B-25B-NA                                                                      | 40-2347 62-3016                         |                                               | アメリカ カリフォルニア州                 | カール・ショール氏 (Carl Scholl)                                         | 非公開   | 保管中   | |
| B-25C-NA                                                                      | 41-12634 82-5269                        | 写真                                          | アメリカ アラバマ州                       | サザン・ミュージアム・オブ・フライト                                     | 公開     | 静態展示 | 2005年9月19日にマレー湖より引き揚げられた。修復されていない状態で展示されている。                                               |
| B-25C-1-NA                                                                    | 41-13251 52-5886                        | 写真                                          | アメリカ テキサス州                       | サン・シメオン航空社 (San Simeon Air LLC)                                | 非公開   | 修復中   | かつてH・R・ヒューズが所有していた。                                                                                            |
| B-25C-1-NA                                                                    | 41-13285 82-5290                        | 写真                                          | アメリカ サウスカロライナ州               | サウスカロライナ歴史的航空財団                                           | 公開     | 静態展示 | ドゥーリトル氏搭乗機(B-25B-NA / 40-2344)の塗装だが、ラウンデルなどがオリジナルのデザインで塗られている。                        |
| B-25D-NC                                                                      | 41-29784 87-7949                        | 写真                                          | アメリカ カリフォルニア州                 | ペイトリオッツ・ポイント海軍海事博物館                                   | 非公開   | 保管中   | |
| B-25D-10-NC                                                                   | 41-30222 87-8387                        | 写真                                          | オーストラリア ノーザンテリトリー州       | ダーウィン航空博物館                                                     | 公開     | 静態展示 | |
| B-25D-20-NC                                                                   | 41-30593 87-8758                        | 写真                                          | パプアニューギニア オロ州                 | ギルア空港                                                               | 公開     | 静態展示 | |
| B-25D-20-NC ミッチェル Mk.II                                                  | 41-30792 FR193 A-17 M-6 B-6/2-6 87-8957 |                                               | オランダ 北ブラバント州                   | オーフェルローン戦争博物館                                               | 公開     | 静態展示 | |
| B-25D-30-NC ミッチェル Mk.II                                                  | 43-3318 KL161 100-23644                 |                                               | アメリカ ワシントン州                     | 歴史的飛行財団                                                           | 公開     | 飛行可能 | |
| B-25D-30-NC                                                                   | 43-3355 100-23681                       |                                               | ロシア モスクワ州                         | 空軍中央博物館                                                           | 公開     | 静態展示 | |
| B-25D-30-NC XB-25F-10-NC RB-25D-30-NC                                         | 43-3374 100-23606                       |                                               | アメリカ オハイオ州                       | 国立アメリカ空軍博物館                                                   | 公開     | 静態展示 | B-25Bとして復元され、ドゥーリトル氏搭乗機(B-25B-NA / 40-2344)の塗装で展示されている。                                           |
| B-25D-35-NC ミッチェル Mk.II                                                  | 43-3634 KL148 100-23960                 |                                               | アメリカ ミシガン州                       | ヤンキー航空博物館                                                       | 公開     | 飛行可能 | |
| B-25H-1-NA                                                                    | 43-4106 98-21107                        |                                               | アメリカ テキサス州                       | キャヴァナー飛行博物館                                                   | 非公開   | 飛行可能 | B-25Jなどの機首に改造されず、4門の機関砲を装備したB-25Hそのままの機体となっている。B-25H-1-NA / 43-4380号機の塗装がされている。 |
| B-25H-5-NA                                                                    | 43-4432 98-21433                        | 写真                                          | アメリカ ウィスコンシン州                 | EAA航空博物館                                                            | 公開     | 飛行可能 | 映画「キャッチ22」に出演した機体の1機。                                                                                         |
| B-25H-5-NA                                                                    | 43-4513 98-21514                        | 写真                                          | パプアニューギニア 首都区ポートモレスビー | 国立現代歴史博物館                                                       | 公開     | 静態展示 | |
| B-25H-10-NA                                                                   | 43-4899 98-21900                        |                                               | アメリカ ミシガン州                       | エア・ズー航空宇宙科学博物館                                             | 公開     | 静態展示 | |
| B-25H-10-NA                                                                   | 43-4999 98-22000                        |                                               | アメリカ コネティカット州                 | ニュー・イングランド航空博物館                                           | 公開     | 静態展示 | |
| B-25J-1-NC                                                                    | 43-4030 108-24356                       | 写真                                          | アメリカ サウスダコタ州                   | サウスダコタ航空宇宙博物館                                               | 公開     | 静態展示 | 旧塗装 |
| B-25J-1-NC                                                                    | 43-27712 108-34725                      |                                               | アメリカ アリゾナ州                       | ピマ航空宇宙博物館                                                       | 公開     | 静態展示 | |
| B-25J-5-NC                                                                    | 43-27847 FAB 5087 108-34860             |                                               | ウルグアイ カネローネス県                 | ウルグアイ空軍航空博物館                                                 | 公開     | 静態展示 | 旧塗装 |
| B-25J-5-NC                                                                    | 43-27868 108-34881                      |                                               | アメリカ テキサス州                       | 記念空軍(CAF)中央テキサス飛行隊                                          | 公開     | 飛行可能 | |
| B-25J-5-NC                                                                    | 43-28059 108-35072                      |                                               | アメリカ フロリダ州                       | ファンタジー・オブ・フライト                                             | 公開     | 静態展示 | |
| B-25J-5-NC                                                                    | 43-28096 108-35109                      |                                               | ベネズエラ アラグア州                     | マラカイ航空宇宙博物館                                                   | 公開     | 静態展示 | |
| B-25J-10-NC TB-25N-NC                                                         | 43-28204 108-35217                      |                                               | アメリカ モンタナ州                       | B-25ミッチェル有限会社 (B-25 Mitchell LLC)                               | 非公開   | 飛行可能 | 映画「キャッチ22」に出演した機体の1機。映画「パールハーバー」にも0203として出演した。                                           |
| B-25J-10-NC                                                                   | 43-28222 108-35235                      | 写真                                          | アメリカ フロリダ州                       | ハールバート・フィールド                                                 | 公開     | 静態展示 | B-25Hとして展示されている。 |
| B-25J-10-NC                                                                   | 43-35972 108-35278                      |                                               | アメリカ アリゾナ州                       | アリゾナ記念空軍博物館                                                   | 公開     | 飛行可能 | |
| B-25J-15-NC                                                                   | 44-28738 108-32013                      | 写真                                          | アメリカ ネブラスカ州                     | 戦略航空軍団・航空宇宙博物館                                             | 公開     | 静態展示 | 主翼は廃棄されたため現存しない。                                                                                                |
| B-25J-15-NC                                                                   | 44-28866 108-32141                      |                                               | アメリカ オハイオ州                       | シャンペイン航空博物館                                                   | 公開     | 飛行可能 | |
| B-25J-16-NC                                                                   | 44-28925 108-32200                      |                                               | アメリカ テキサス州                       | キャヴァナー飛行博物館                                                   | 公開     | 飛行可能 | 映画「キャッチ22」に出演した機体の1機。                                                                                         |
| B-25J-15-NC TB-25J-15-NC TB-25N-NC                                            | 44-28932 108-32207                      |                                               | アメリカ マサチューセッツ州               | コリングス財団                                                           | 公開     | 飛行可能 | B-25D-20-NC / 41-30669号機の塗装がされている。                                                                                  |
| B-25J-15-NC                                                                   | 44-29032 M-439 108-32307                |                                               | インドネシア ジョグジャカルタ             | インドネシア空軍中央博物館                                               | 公開     | 静態展示 | M-443号機の塗装がされている。                                                                                                   |
| B-25J-15-NC                                                                   | 44-29035 108-32310                      |                                               | アメリカ フロリダ州                       | 国立海軍航空博物館                                                       | 公開     | 静態展示 | PBJ-1Dとして説明されているが、現在はドゥーリトル氏搭乗機(B-25B-NA / 40-2344)の塗装で展示されている。                            |
| B-25J-20-NC                                                                   | 44-29121 108-32396                      |                                               | スペイン マドリード                       | スペイン航空宇宙博物館                                                   | 公開     | 静態展示 | |
| B-25J-20-NC                                                                   | 44-29128 RCAF 5236 108-32403            | 写真                                          | メキシコ メキシコ市                       | 連邦電力委員会技術博物館                                                 | 公開     | 静態展示 | 旧塗装 |
| B-25J-20-NC                                                                   | 44-29145 108-32420                      |                                               | メキシコ 首都地区                         | サンフアン・デ・アラゴンの森公園                                         | 公開     | 静態展示 | 機体の後半部が折れて落ちている。                                                                                                |
| B-25J-20-NC                                                                   | 44-29199 108-32474                      |                                               | アメリカ コロラド州                       | ウィリアム・R・クレアーズ氏 (William R. Klaers)                          | 非公開   | 飛行可能 | |
| B-25J-20-NC TB-25J-20-NC TB-25N-NC                                            | 44-29366 108-32641                      |                                               | イギリス グレーターロンドン州             | イギリス空軍博物館ロンドン館                                             | 公開     | 静態展示 | 映画「キャッチ22」に出演した機体の1機。                                                                                         |
| B-25J-20-NC                                                                   | 44-29500 FAB 5070 108-32775             |                                               | ブラジル サンパウロ州                     | エドゥアルド・アンドレ・マテラッツォ武器自動車機械博物館                 | 公開     | 静態展示 | |
| B-25J-20-NC B-25N-NC                                                          | 44-29507 108-32782                      |                                               | オランダ                                  | オランダ空軍歴史飛行小隊                                                 | 公開     | 飛行可能 | B-25C-15-NC、42-32511・N5-149・93-12629号機の塗装がされている。                                                                 |
| B-25J-20-NC                                                                   | 44-29835 108-33110                      | 写真                                          | アメリカ テキサス州                       | アメリカ空軍航空兵遺産博物館                                             | 公開     | 静態展示 | |
| B-25J-20-NC                                                                   | 44-29869 108-33144                      |                                               | アメリカ ミネソタ州                       | 記念空軍(CAF)ミネソタ支部                                                | 公開     | 飛行可能 | |
| B-25J-20-NC TB-25N-NC                                                         | 44-29887 108-33162                      |                                               | アメリカ ヴァージニア州                   | 国立航空宇宙博物館スティーヴン・F・ヴドヴァー＝ヘイジー・センター        | 非公開   | 保管中   | 映画「キャッチ22」に出演した機体の1機。                                                                                         |
| B-25J-25-NC                                                                   | 44-29939 108-33214                      | 写真                                          | アメリカ ペンシルヴェニア州               | 中部大西洋航空博物館                                                     | 公開     | 静態展示 | 映画「キャッチ22」に出演した機体の1機。                                                                                         |
| B-25J-25-NC                                                                   | 44-30069 5127 108-33344                 |                                               | ブラジル リオデジャネイロ州               | 航空宇宙博物館                                                           | 公開     | 静態展示 | |
| B-25J-25-NC                                                                   | 44-30077 108-33352                      |                                               | アメリカ ハワイ州                         | 真珠湾航空博物館                                                         | 公開     | 静態展示 | 映画「キャッチ22」に出演した機体の1機。東京初空襲に参加したB-25B-NA / 40-2261号機の塗装で展示されている。                       |
| B-25J-25-NC                                                                   | 44-30127 108-33402                      |                                               | アメリカ ヴァージニア州                   | 軍事航空博物館                                                           | 公開     | 飛行可能 | |
| B-25J-25-NC                                                                   | 44-30245 108-33520                      | 写真                                          | ブラジル リオグランデ・ド・ノルテ州       | オールドイーグルス広場 (ナタール空軍基地隣接)                            | 公開     | 静態展示 | |
| B-25J-25-NC                                                                   | 44-30254 108-33529                      |                                               | アメリカ ワシントン州                     | フライング・ヘリテージ空中戦・兵器博物館                                 | 公開     | 飛行可能 | |
| B-25J-25-NC                                                                   | 44-30324 108-33599                      |                                               | アメリカ カリフォルニア州                 | ウィングス・オヴ・ヒストリー博物館                                       | 公開     | 保管中   | |
| B-25J-25-NC TB-25J-25-NC TB-25L-NC TB-25M-NC ETB-25M-NC JTB-25M-NC JTB-25N-NC | 44-30363 108-33638                      | 写真                                          | アメリカ ネブラスカ州                     | 戦略航空軍団・航空宇宙博物館                                             | 公開     | 静態展示 | |
| B-25J-27-NC                                                                   | 44-30399 108-33674                      |                                               | インドネシア ジャカルタ                   | サトリアマンダラ博物館                                                   | 公開     | 静態展示 | |
| B-25J-25-NC                                                                   | 44-30423 108-33698                      |                                               | アメリカ カリフォルニア州                 | プレーンズ・オブ・フェイム航空博物館                                     | 公開     | 飛行可能 | 旧塗装 |
| B-25J-25-NC                                                                   | 44-30444 108-33719                      | 写真                                          | アメリカ ウィスコンシン州                 | ミルウォーキー・ミッチェル国際空港                                       | 公開     | 静態展示 | |
| B-25J-25-NC                                                                   | 44-30456 108-33731                      |                                               | アメリカ テキサス州                       | ルイス・エア・レジェンズ                                                 | 公開     | 飛行可能 | |
| B-25J-25NC TB-25M-NC                                                          | 44-30493 108-33768                      | 写真                                          | アメリカ モンタナ州                       | マルムストロム空軍基地                                                   | 公開     | 静態展示 | 映画「キャッチ22」に出演した機体の1機。                                                                                         |
| B-25J-25NC                                                                    | 44-30535 108-33810                      | 写真                                          | アメリカ カンザス州                       | 中部アメリカ航空博物館                                                   | 公開     | 静態展示 | |
| B-25J-25-NC                                                                   | 44-30631 108-33906                      | 写真                                          | ベネズエラ ララ州                         | ヴィセンテ・ランダエタ・ヒリ中尉空軍基地                                 | 公開     | 静態展示 | |
| B-25J-25-NC TB-25N-NC                                                         | 44-30649 108-33924                      | 写真                                          | アメリカ アラバマ州                       | マクスウェル空軍基地                                                     | 公開     | 静態展示 | 映画「キャッチ22」に出演した機体の1機。                                                                                         |
| B-25J-25-NC TB-25K-26-NC                                                      | 44-30692 108-33967                      | 写真                                          | メキシコ メキシコ州                       | サンタルチア空軍基地                                                     | 公開     | 静態展示 | メキシコ空軍で運用されたB-25J / 44-86718 / BMM-3503号機へ改造され、塗装も変更されている。旧塗装                                 |
| B-25J-25-NC                                                                   | 44-30734 108-34009                      |                                               | アメリカ デラウェア州                     | デラウェア航空博物館                                                     | 公開     | 静態展示 | |
| B-25J-25-NC TB-25N-NC                                                         | 44-30748 108-34023                      |                                               | アメリカ オレゴン州                       | アヴェンジャー有限会社 (Avenger LLC)                                     | 非公開   | 飛行可能 | 映画「キャッチ22」に出演した機体の1機。                                                                                         |
| B-25J-25-NC                                                                   | 44-30791 108-34066                      |                                               | カナダ アルバータ州                       | アルバータ航空博物館                                                     | 公開     | 静態展示 | B-25Dとして修復されている。 |
| B-25J-27-NC TB-25N-NC                                                         | 44-30801 108-34076                      |                                               | アメリカ カリフォルニア州                 | アメリカ航空財団                                                         | 公開     | 飛行可能 | 映画「キャッチ22」に出演した機体の1機。B-25J-20-NCの塗装がされている。                                                          |
| B-25J-25-NC TB-25J-25-NC VB-25N-NC                                            | 44-30823 108-34086                      | 写真                                          | アメリカ テキサス州                       | 中部アメリカ飛行博物館                                                   | 公開     | 飛行可能 | 映画「キャッチ22」に出演した機体の1機。旧塗装                                                                                   |
| B-25J-25-NC TB-25J-25-NC TB-25N-NC JB-25J-25-NC                               | 44-30854 108-34117                      | 写真                                          | アメリカ フロリダ州                       | 空軍武装博物館                                                           | 公開     | 静態展示 | |
| B-25J-30-NC TB-25N-NC                                                         | 44-30925 108-34200                      | 写真                                          | ベルギー ブラームス＝ブラバント州         | グリムベルゲン飛行場                                                     | 非公開   | 保管中   | 映画「キャッチ22」に出演した機体の1機。                                                                                         |
| B-25J-30-NC PBJ-1J                                                            | 44-30988 35857 108-34263                | 写真                                          | アメリカ カリフォルニア州                 | 記念空軍(CAF) 南カリフォルニア支部                                       | 公開     | 飛行可能 | 唯一飛行可能なPBJ。 |
| B-25J-30-NC                                                                   | 44-31032 108-34307                      |                                               | アメリカ カリフォルニア州                 | マーチフィールド航空博物館                                               | 公開     | 静態展示 | 映画「キャッチ22」に出演した機体の1機。                                                                                         |
| B-25J-30-NC TB-25J-30-NC TB-25N-NC                                            | 44-31004 108-35329                      | 写真                                          | アメリカ アラバマ州                       | 戦艦アラバマ記念公園                                                     | 公開     | 静態展示 | |
| B-25J-30-NC                                                                   | 44-31171 108-37246                      |                                               | イギリス ケンブリッジシャー州             | ダックスフォード帝国戦争博物館                                           | 公開     | 静態展示 | |
| B-25J-30-NC                                                                   | 44-31258 108-37333                      |                                               | オランダ ユトレヒト州                     | 国立軍事博物館                                                           | 公開     | 静態展示 | |
| B-25J-30-NC                                                                   | 44-31385 108-37460                      | B-25 Mass Arrival and Display DVIDS273671.jpg | アメリカ ミズーリ州                       | 記念空軍(CAF) ミズーリ支部                                               | 公開     | 飛行可能 | |
| B-25J-30-NC                                                                   | 44-86697 0953 108-47451                 |                                               | アメリカ デラウェア州                     | トム・レイリー・ヴィンテージ・エアクラフト (Tom Reilly Vintage Aircraft) | 非公開   | 飛行可能 | |
| B-25J-30-NC                                                                   | 44-86698 108-47452                      |                                               | アメリカ ミネソタ州                       | フェイゲン・ファイターズ第二次世界大戦博物館                             | 公開     | 飛行可能 | |
| B-25J-30-NC TB-25J-NC VB-25N-NC                                               | 44-86708 108-47462                      | 写真                                          | アメリカ ニューヨーク州                   | ケヴィン・ホーイ氏 (Kevin Hooey)                                         | 非公開   | 修復中   | 2017年に現所有者がウォルター・ソプラタ氏(Walter Soplata)氏より取得。                                                            |
| B-25J-30-NC                                                                   | 44-86715 108-47469                      | 写真                                          | アメリカ テネシー州                       | テネシー・ミュージアム・オヴ・エイヴィエーション                         | 公開     | 静態展示 | 映画「キャッチ22」に出演した機体の1機。機首のみ現存する。                                                                       |
| B-25J-30-NC                                                                   | 44-86725 FAV 5880 FAB-541 108-47479     |                                               | アメリカ オクラホマ州                     | オクラホマ・ミュージアム・オブ・フライング                               | 公開     | 飛行可能 | |
| B-25J-30-NC                                                                   | 44-86734 108-47488                      |                                               | アメリカ テキサス州                       | ローンスター飛行博物館                                                   | 公開     | 飛行可能 | |
| B-25J-30-NC                                                                   | 44-86747 108-47501                      |                                               | アメリカ カリフォルニア州                 | パームスプリングス航空博物館                                             | 公開     | 静態展示 | |
| B-25J-32-NC                                                                   | 44-86758 108-47512                      |                                               | アメリカ テキサス州                       | 記念空軍(CAF)                                                            | 公開     | 飛行可能 | 海兵隊所属PBJ-1J・174152の塗装がされている。                                                                                    |
| B-25J-32-NC                                                                   | 44-86772 108-47526                      |                                               | アメリカ ユタ州                           | ヒル航空宇宙博物館                                                       | 公開     | 静態展示 | |
| B-25J-30-NC                                                                   | 44-86777 108-47531                      |                                               | アメリカ オハイオ州                       | リバティー航空博物館                                                     | 公開     | 飛行可能 | |
| B-25J-30-NC                                                                   | 44-86791 108-47545                      |                                               | アメリカ カリフォルニア州                 | ヤンクス航空博物館                                                       | 公開     | 静態展示 | |
| B-25J-30-NC                                                                   | 44-86797 108-47551                      |                                               | アメリカ アリゾナ州                       | ローリドセン航空博物館                                                   | 公開     | 飛行可能 | |
| B-25J-30-NC                                                                   | 44-86843 108-47597                      |                                               | アメリカ インディアナ州                   | グリサム航空博物館                                                       | 公開     | 静態展示 | 映画「キャッチ22」に出演した機体の1機。                                                                                         |
| B-25J-30-NC TB-25J-30-NC                                                      | 44-86866 108-47620                      | 写真                                          | エクアドル キト                           | エクアドル空軍航空宇宙博物館                                             | 公開     | 静態展示 | 旧塗装 |
| B-25J-30-NC                                                                   | 44-86872 108-47626                      |                                               | アメリカ ジョージア州                     | ミュージアム・オヴ・エイヴィエーション                                   | 公開     | 静態展示 | |
| B-25J-30-NC                                                                   | 44-86880 108-47634                      |                                               | アメリカ テキサス州                       | 国立太平洋戦争博物館                                                     | 公開     | 静態展示 | B-25Bとして復元され、ドゥーリトル氏搭乗機(B-25B-NA / 40-2344)の塗装で展示されている。                                           |
| B-25J-30-NC                                                                   | 44-86891 108-47645                      |                                               | アメリカ カリフォルニア州                 | キャッスル航空博物館                                                     | 公開     | 静態展示 | |
| B-25J-35-NC                                                                   | 44-86893 108-47647                      |                                               | オーストリア ザルツブルク州               | フライング・ブルズ                                                       | 公開     | 飛行可能 | |
| B-25J-37-NC                                                                   | 45-8835 108-47686                       |                                               | アメリカ テキサス州                       | テキサス飛行伝説博物館 (Texas Flying Legends Museum)                     | 公開     | 飛行可能 | |
| B-25J-35-NC                                                                   | 45-8882 108-47733                       | 写真                                          | アメリカ アリゾナ州                       | ピマ航空宇宙博物館                                                       | 公開     | 静態展示 | |
| B-25J-37-NC                                                                   | 45-8883 108-47734                       |                                               | カナダ オンタリオ州                       | カナダ軍用機遺産博物館                                                   | 公開     | 飛行可能 | |
| B-25J-35-NC                                                                   | 45-8884 108-47735                       |                                               | アメリカ ミネソタ州                       | レイディ・ラック有限会社 (Lady Luck LLC)                                 | 非公開   | 飛行可能 | |
| B-25J-35-NC                                                                   | 45-8898 108-47749                       |                                               | アメリカ オハイオ州                       | 3州戦闘機博物館                                                          | 公開     | 飛行可能 | |

## 登場作品

### 映画
『パール・ハーバー』
主人公と彼の友人たちがこの機体を使用して日本本土を爆撃する。
『フォーエヴァー・ヤング 時を超えた告白』
主人公の操縦経験があった機体として登場。

### ゲーム
『R.U.S.E.』
アメリカの爆撃機として登場。
『War Thunder』
ランクII-IIIの攻撃機・爆撃機として登場。
『艦隊これくしょん -艦これ-』
基地航空隊で運用可能な陸上機として登場。装備分類上は陸攻扱いだが、対艦攻撃時には他の同種装備と異なり、雷撃ではなく反跳爆撃で攻撃を行うようになっており、専用のエフェクトが用意されている。
『戦艦少女R』
上記のドーリットル空襲の逸話に因み、空母「ホーネット」の初期装備として「B-25（ドーリットル隊）」が登場する。
『バトルフィールド1943』
アメリカ海兵隊側で爆撃要請を行うと3機編隊で登場し、爆撃を行う。